# Xã Humboldt, Quận Allen, Kansas
Xã Humboldt (tiếng Anh: Humboldt Township) là một xã thuộc quận Allen, tiểu bang Kansas, Hoa Kỳ. Năm 2010, dân số của xã này là 253 người.